# Тужеринское
Туже́ринское, Шу́тово — озеро в Струго-Красненском районе Псковской области России. Находится на территории Марьинской волости, в 900 метрах к северо-западу от дер. Тужерино. Подъезда нет.
Площадь — 5,00 га; высота уреза воды — 142,0 метра.
Слабосточное, под мхами вытекает руч. Бобовицкий. Низкие берега, болото. Относится к бассейну рек Люта — Плюсса.
Водятся следующие виды рыб — щука, окунь, линь, вьюн. Илистое дно, коряги, сплавины.
В документе 1786 года упоминается озеро Тужилинское (Шутово). На плане 1834 года и на карте 1863 года значится как озеро Шутово.